# Eningen unter Achalm
Eningen (tên đầy đủ Eningen unter Achalm; tiếng Swabia: Ẽnenga ondr dr Achl) là một thị xã thuộc huyện Reutlingen, bang Baden-Württemberg, Đức. Nơi đây nằm dưới chân dãy núi Swabia Alps và gần các đô thị lớn Reutlingen và Stuttgart.